# The Dead (gruppo musicale)
The Dead è il nome con cui gli ex membri della rock band californiana The Grateful Dead si riunirono per suonare alcune date live dal 2003.

## Storia
Dopo la morte del leader e chitarrista solista Jerry Garcia, avvenuta il 9 agosto 1995, la band si sciolse e i componenti del gruppo preferirono seguire le corrispettive carriere soliste.
Dal 1998 però il chitarrista Bob Weir, il bassista Phil Lesh e il batterista Mickey Hart tutti nella line-up originale dei Grateful Dead si riunirono insieme a Bruce Hornsby per creare i The Other Ones :questa formazione subisce molti cambi fino ad arrivare all'abbandono definitivo di Bruce Hornsby.
Nel 2002 riprende intensivamente l'attività live di questa formazione e nel 2003, con l'aggiunta dell'ultimo membro dei Grateful Dead, il batterista Bill Kreutzmann, la band decide di mutare il proprio nome in ‘'The Dead'’, eliminando la parola ‘'Grateful'’ in rispetto a Garcia.
Con l'aggiunta di altri componenti, quali Jimmy Herring, Jeff Chimenti, Rob Barraco e Joan Osborne The Dead debutta ufficialmente il 14 febbraio del 2003 al Warfield Theatre a San Francisco. Fecero anche un tour estivo, aperto il 15 giugno al Bonnaroo Music Festival. Chiusero l'anno con due date, il 30 e il 31 dicembre, all'Oakland Coliseum.
Nel 2004 la band fece una breve esibizione invernale e un tour estivo di tre mesi; l'ultimo concerto dei The Dead risale al 19 agosto 2004 ad Atlanta, Georgia.